# Svratka (città)
Svratka é uma cidade checa localizada na região de Vysočina, distrito de Žďár nad Sázavou.